# Luther (série télévisée, 2010)
Pour les articles homonymes, voir Luther (homonymie).
Ne doit pas être confondu avec Luther (série télévisée, 2021).
Luther : Soleil déchu (film)
Luther est une série télévisée policière britannique en vingt épisodes de 57 minutes créée par Neil Cross, et diffusée depuis le 4 mai 2010 sur BBC One, au Canada sur Showcase et aux États-Unis sur BBC America.
En France, elle est diffusée depuis le 23 avril 2012 sur Canal+ en VM et depuis le 4 septembre 2016 sur CStar, en Suisse romande sur RTS Un et au Québec depuis le 3 mai 2014 à la Télévision de Radio-Canada.
La série connait un remake français ainsi qu'une suite en long métrage, Luther : Soleil déchu (2023).

## Synopsis
John Luther est policier à la section criminelle de Londres. Après avoir traité une affaire de tueur d'enfants, Luther a fait une dépression nerveuse qui a mis son mariage en péril mais ce n'est pas la seule cause, le fait qu'il soit obnubilé par son emploi fait qu'il perd la notion de famille et de réalité. Très impliqué dans son travail, il doit lutter contre ses démons intérieurs qui sont parfois aussi dangereux que les criminels qu'il poursuit.

### Fiche technique
Sauf indication contraire, les informations mentionnées dans cette section peuvent être confirmées par la base de données cinématographiques IMDb,  présente dans la section « Liens externes ».
- Titre original : Luther
- Création : Neil Cross
- Showrunner : Neil Cross
- Réalisation : Farren Blackburn, Brian Kirk, Sam Miller, Stefan Schwartz
- Scénario : Neil Cross
- Casting : Andy Morgan
- Direction artistique : David Bryan, Adam A. Makin
- Décors : Paul Cross, Adrian Smith
- Costumes : James Keast, Sarah Moore
- Photographie : Giulio Biccari, John Conroy, Julian Court, Tim Fleming, Stephan Pehrsson
- Montage : Victoria Boydell, Elen Pierce Lewis, Tania Reddin, Katie Weiland, Sam Williams
- Musique : Paul Englishby ; Massive Attack (générique)
- Production : Claire Bennett, Katie Swinden, Marcus Wilson
  - Production associée : Idris Elba
  - Production exécutive : Phillippa Giles, Elizabeth Kilgarriff
- Sociétés de production : BBC
- Sociétés de distribution : BBC America, BBC One, Showcase
- Pays d'origine :  Royaume-Uni
- Langue : Anglais
- Format : Couleurs - 2,35:1 - DTS / Dolby Digital / SDDS - 35 mm
- Genre : Drame, policier, thriller
- Durée : 60 minutes (1 h 00)
- Dates de sorties :
  -  Royaume-Uni : 4 mai 2010
  -  États-Unis : 17 octobre 2010
  -  France : 23 avril 2012
- Public : Déconseillé aux moins de 12 ans en France.

## Distribution

### Acteurs principaux
- Idris Elba (VF : Daniel Lobé) : Inspecteur-chef John Luther
- Dermot Crowley (VF : Richard Leblond puis Achille Orsoni) : Superintendant Martin Schenk
- Michael Smiley (VF : Denis Boileau) : Benny Silver
- Ruth Wilson (VF : Ingrid Donnadieu) : Alice Morgan (saisons 1 à 3 et 5)
- Warren Brown (VF : Jérémy Prévost) : Sergent Justin Ripley (principal saisons 1 à 3, récurrent saison 4)
- Steven Mackintosh (VF : Patrick Osmond) : Inspecteur-chef Ian Reed (saison 1)
- Indira Varma (VF : Claire Guyot) : Zoe Luther (saison 1)
- Paul McGann (VF : Lionel Tua) : Mark North (saisons 1 et 2 et 5)
- Saskia Reeves (VF : Ivana Coppola) : Superintendante Rose Teller (saison 1)
- Nikki Amuka-Bird (VF : Chantal Baroin) : Erin Gray
- Aimee-Ffion Edwards (VF : Olivia Luccioni) : Jenny Jones (principale saison 2)
- Kierston Wareing (VF : Hélène Bizot) : Caroline Jones (principale saison 2)
- Pam Ferris (VF : Michèle Bardollet) : Baba Kent (principale saison 2)
- David Dawson (VF : Guillaume Lebon) : Toby Kent (saison 2)
- Alan Williams (VF : Philippe Ariotti) : Frank Hodge (saison 2)
- Rose Leslie (VF : Marie Tirmont) : Inspecteur Emma Lane (saison 4)
- Laura Haddock : Megan Cantor (saison 4)
- Darren Boyd (VF : Pierre-François Pistorio) : Inspecteur-chef Theo Bloom (saison 4)
- John Heffernan : Steven Rose (saison 4)
- Patrick Malahide (VF : Jean-Pierre Leroux) : George Cornelius (saisons 4 et 5)
- Wunmi Mosaku (VF : Fily Keita) : Sergent Catherine Halliday (saison 5)
- Enzo Cilenti (VF : Sébastien Desjours) : Jeremy Lake (saison 5)
- Hermione Norris (VF : Catherine Davenier) : Vivien Lake (saison 5)

### Acteurs récurrents
- Anton Saunders (VF : Patrick Delage) : Henry Madsen (saison 1)
- Lee Ingleby : Cameron Pell (saison 2)
- Steven Robertson (en) : Nicholas Millberry / Robert Millberry (saison 2)

### Invités
- Matthew Marsh : Russel Cornish
- John Albasiny : Andrei Kolchak
- Sean Pertwee (VF : Hervé Bellon) : Terry Lynch
- Sam Spruell (VF : Gilles Morvan) : Owen Lynch
- Paul Rhys (VF : Pascal Germain) : Lucien Burgess
- Ross McCall (VF : Jean-François Cros) : Daniel Sugarman
- Thomas Lockyer : James Carrodus
- Donatienne Dupont : Jessica Carrodus
- Catherine Hamilton : Kirsten Ross
- Rob Jarvis (en) (VF : Philippe Peythieu) : Graham Shand
- Nicola Walker (VF : Françoise Cadol) : Linda Shand
- Danny Lee Wynter (en) : Tom Meyer
- Alexander Morton (en) (VF : Philippe Catoire) : Bill Winningham
- Ania Sowinsky : Evangeline Nixon
- Geoffrey Lumb : Steve Gorman

 Source et légende : version française (VF) sur RS Doublage et DSD Doublage

## Épisodes
| Saison | Saison | Épisodes | Année | Diffusion originale sur BBC One | Diffusion originale sur BBC One |
| Saison | Saison | Épisodes | Année | Début de saison                 | Fin de saison                   |
| ------ | ------ | -------- | ----- | ------------------------------- | ------------------------------- |
|        | 1      | 6        | 2010  | 4 mai 2010                      | 8 juin 2010                     |
|        | 2      | 4        | 2011  | 14 juin 2011                    | 5 juillet 2011                  |
|        | 3      | 4        | 2013  | 2 juillet 2013                  | 23 juillet 2013                 |
|        | 4      | 2        | 2015  | 15 décembre 2015                | 22 décembre 2015                |
|        | 5      | 4        | 2019  | 1er janvier 2019                | 4 janvier 2019                  |

## Commentaires
Neil Cross, le créateur de la série, a déclaré que Luther était influencé à la fois par le personnage de Sherlock Holmes, pour son cheminement intellectuel et sa façon de résoudre les crimes, et par Columbo, pour le déroulement inhabituel de l'épisode, l'identité du meurtrier étant dévoilée dès le début mais pas la façon dont le crime a été commis.
Le générique d'ouverture est basé sur Paradise Circus, un titre de Massive Attack.

## Distinctions
| Date              | Distinction                       | Catégorie                                                                         | Nom           | Résultat   |
| ----------------- | --------------------------------- | --------------------------------------------------------------------------------- | ------------- | ---------- |
| 12 octobre 2010   | Crime Thriller Awards             | Meilleure actrice dans un second rôle                                             | Saskia Reeves | Nomination |
| 19 décembre 2010  | Satellite Awards                  | Meilleur acteur dans une mini-série ou un téléfilm                                | Idris Elba    | Nomination |
| 19 décembre 2010  | Satellite Awards                  | Meilleure actrice dans une mini-série ou un téléfilm                              | Ruth Wilson   | Nomination |
| 16 janvier 2011   | Golden Globes                     | Meilleur acteur dans un second rôle dans une série, une mini-série ou un téléfilm | Idris Elba    | Nomination |
| 4 mars 2011       | NAACP Image Awards                | Meilleur acteur dans un second rôle dans une série, une mini-série ou un téléfilm | Idris Elba    | Lauréat    |
| 4 mars 2011       | NAACP Image Awards                | Meilleur téléfilm ou mini-série                                                   | Luther        | Nomination |
| 18 septembre 2011 | Primetime Emmy Awards             | Meilleur acteur dans une mini-série ou un téléfilm                                | Idris Elba    | Nomination |
| 18 décembre 2011  | Satellite Awards                  | Meilleur acteur dans une mini-série ou un téléfilm                                | Idris Elba    | Nomination |
| 15 janvier 2012   | Golden Globes                     | Meilleur acteur dans une mini-série ou un téléfilm                                | Idris Elba    | Lauréat    |
| 17 février 2012   | NAACP Image Awards                | Meilleur acteur dans un téléfilm ou une mini-série                                | Idris Elba    | Nomination |
| 17 février 2012   | NAACP Image Awards                | Meilleur téléfilm ou mini-série                                                   | Luther        | Nomination |
| 18 juin 2012      | Critics’ Choice Television Awards | Meilleur acteur dans une mini-série ou un téléfilm                                | Idris Elba    | Nomination |
| 18 juin 2012      | Critics’ Choice Television Awards | Meilleure mini-série ou du meilleur téléfilm                                      | Luther        | Nomination |
| 23 septembre 2012 | Primetime Emmy Awards             | Meilleur acteur dans une mini-série ou un téléfilm                                | Sam Miller    | Nomination |
| 23 septembre 2012 | Primetime Emmy Awards             | Meilleur acteur dans une mini-série ou un téléfilm                                | Idris Elba    | Nomination |
| 23 septembre 2012 | Primetime Emmy Awards             | Meilleure mini-série ou du meilleur téléfilm                                      | Luther        | Nomination |
| 23 septembre 2012 | Primetime Emmy Awards             | Meilleur scénario pour une mini-série ou un téléfilm                              | Neil Cross    | Nomination |
| 16 décembre 2012  | Satellite Awards                  | Meilleur acteur dans une mini-série ou un téléfilm                                | Idris Elba    | Nomination |
| 16 décembre 2012  | Satellite Awards                  | Meilleure mini-série ou du meilleur téléfilm                                      | Luther        | Nomination |
| 24 octobre 2013   | Crime Thriller Awards             | Meilleure série dramatique                                                        | Luther        | Nomination |
| 24 octobre 2013   | Crime Thriller Awards             | Meilleur acteur                                                                   | Idris Elba    | Nomination |
| 24 octobre 2013   | Crime Thriller Awards             | Meilleur acteur dans un second rôle                                               | Warren Brown  | Nomination |
| 24 octobre 2013   | Crime Thriller Awards             | Meilleure actrice dans un second rôle                                             | Ruth Wilson   | Nomination |
| 12 janvier 2014   | Golden Globes                     | Meilleur acteur dans une mini-série ou un téléfilm                                | Idris Elba    | Nomination |
| 22 février 2014   | NAACP Image Awards                | Meilleur acteur dans un téléfilm ou une mini-série                                | Idris Elba    | Lauréat    |
| 22 février 2014   | NAACP Image Awards                | Meilleur téléfilm ou mini-série                                                   | Luther        | Nomination |
| 19 juin 2014      | Critics’ Choice Television Awards | Meilleure mini-série ou du meilleur téléfilm                                      | Luther        | Nomination |
| 19 juin 2014      | Critics’ Choice Television Awards | Meilleur acteur dans un second rôle dans une mini-série ou un téléfilm            | Warren Brown  | Nomination |
| 25 août 2014      | Primetime Emmy Awards             | Meilleur acteur dans une mini-série ou un téléfilm                                | Idris Elba    | Nomination |
| 25 août 2014      | Primetime Emmy Awards             | Meilleure mini-série ou du meilleur téléfilm                                      | Luther        | Nomination |
| 25 août 2014      | Primetime Emmy Awards             | Meilleur scénario pour une mini-série ou un téléfilm                              | Neil Cross    | Nomination |
| 10 janvier 2016   | Golden Globes                     | Meilleur acteur dans une mini-série ou un téléfilm                                | Idris Elba    | Nomination |
| 30 janvier 2016   | Screen Actors Guild Awards        | Meilleur acteur dans une mini-série ou un téléfilm                                | Idris Elba    | Lauréat    |
| 5 février 2016    | NAACP Image Awards                | Meilleur téléfilm ou mini-série                                                   | Luther        | Nomination |
| 5 février 2016    | NAACP Image Awards                | Meilleur acteur dans un téléfilm ou une mini-série                                | Idris Elba    | Nomination |
| 8 mai 2016        | BAFTA Awards                      | Meilleur acteur                                                                   | Idris Elba    | Nomination |
| 18 septembre 2016 | Primetime Emmy Awards             | Meilleur acteur dans une mini-série ou un téléfilm                                | Idris Elba    | Nomination |
| 18 septembre 2016 | Primetime Emmy Awards             | Meilleure mini-série ou du meilleur téléfilm                                      | Luther        | Nomination |
| 18 septembre 2016 | Primetime Emmy Awards             | Meilleure photographie pour une mini-série ou un téléfilm                         | Luther        | Nomination |
| 11 décembre 2016  | Critics' Choice Television Awards | Meilleur acteur dans une mini-série ou un téléfilm                                | Idris Elba    | Lauréat    |